# サッカーアラブ首長国連邦女子代表
サッカーアラブ首長国連邦女子代表（サッカーアラブしゅちょうこくれんぽうじょしだいひょう）は、アラブ首長国連邦サッカー協会（UAEFA）によって構成される、アラブ首長国連邦の女子サッカーのナショナルチームである。
アジアサッカー連盟（AFC）および西アジアサッカー連盟（WAFF）に所属している。代表チームは、2010年にアブダビで西アジア女子サッカー選手権が開催される際に結成された。

## 成績

### FIFA女子ワールドカップ
- 2011 - 不参加
- 2015 - 不参加
- 2019 - 予選敗退
- 2023 - 予選敗退

### オリンピック
- 2012 - 不参加
- 2016 - 不参加
- 2020 - 出場辞退

### AFC女子アジアカップ
- 2010 - 不参加
- 2014 - 不参加
- 2018 - 予選敗退
- 2022 - 予選敗退

### アジア競技大会
- 2010 - 不参加
- 2014 - 不参加
- 2018 - 不参加

### 西アジア女子選手権
| 開催年 | 結果   | 試合   | 勝利   | 引分   | 敗戦   | 得点   | 失点   | 得失点 |
| ------ | ------ | ------ | ------ | ------ | ------ | ------ | ------ | ------ |
| 2005   | 不参加 | 不参加 | 不参加 | 不参加 | 不参加 | 不参加 | 不参加 | 不参加 |
| 2007   | 不参加 | 不参加 | 不参加 | 不参加 | 不参加 | 不参加 | 不参加 | 不参加 |
| 2010   | 優勝   | 4      | 4      | 0      | 0      | 16     | 2      | +14    |
| 2011   | 優勝   | 5      | 3      | 1      | 1      | 18     | 6      | +12    |
| 2014   | 不参加 | 不参加 | 不参加 | 不参加 | 不参加 | 不参加 | 不参加 | 不参加 |
| 合計   | 2/5    | 9      | 7      | 1      | 1      | 34     | 8      | +26    |